# Artemisia ludoviciana
Artemisia ludoviciana, llamado popularmente estafiate, es una especie de planta perenne perteneciente a la familia Asteraceae.

## Descripción
El estafiate es una hierba erecta que alcanza un tamaño de hasta de 1 m de altura. Tiene sus ramas de color gris o blanquecinas y sus hojas divididas en tres, con forma de listones alargados, por el envés son peludas y verdes en el anverso. Las flores son amarillentas acomodadas en cabezuelas numerosas que al estrujarse despiden un olor característico.

## Distribución y hábitat
Es originaria de Estados Unidos de América, México y Guatemala. Se encuentra en climas cálidos, semicálidos, semisecos y templados, desde el nivel del mar a los 3900 metros. Cultivada en huertos familiares, crece a orillas de caminos, en terrenos de cultivo abandonados y es común en vegetación perturbada de bosques tropicales caducifolios, subperennifolio y perennifolios, bosque espinoso, matorral xerófilo, bosque mesófilo de montaña, bosques de encino, de pino, mixto de pino-encino y de junípero.

## Propiedades
El Iztauhyatl, en náhuatl, es una planta a la que los antiguos mexicanos dieron un carácter divino. Su nombre significa, según algunos autores, ”agua de la deidad de la sal”; de ahí la relación con las fiestas religiosas realizadas en honor a los dioses del agua, en el mes Etzalcualiztli y en honor de Huixtocíhuatl, diosa de la sal en el mes tecuilhuitontli. Las danzantes ancianas y mozas llevaban en la cabeza guirnaldas de iztauhyatl, y las mismas yerbas portaban en la mano los devotos espectadores. Sin embargo, para algunos autores este nombre podría significar, etimológicamente, ”salada, amarga, su agua”.
En la actualidad, entre los múltiples usos medicinales del estafiate, se recomienda a nivel nacional como eficaz para el tratamiento del dolor de estómago, llámense retortijones, cólicos estomacales o intestinales, jibas, dolor e inflamación en la boca del estómago, etcétera. Generalmente, se utilizan las ramas preparadas en cocimiento, que se toma cuando hay dolor. Algunas veces se acompaña de otras plantas como ruda (Ruta chalepensis), epazote de zorrillo (Dysphania graveolens), manzanilla (Matricaria chamomilla) y hierbabuena (Mentha piperita). También forma parte de la composición del bíter, dándole su sabor característico.

## Taxonomía
Artemisia ludoviciana fue descrita por Thomas Nuttall y publicado en The Genera of North American Plants 2: 143. 1818.

### Etimología
Hay dos teorías en la etimología de Artemisia: según la primera, debe su nombre a Artemisa, hermana gemela de Apolo y diosa griega de la caza y de las virtudes curativas, especialmente de los embarazos y los partos . Según la segunda teoría, el género fue otorgado en honor a Artemisia II, hermana y mujer de Mausolo, rey de la Caria, 353-352 a. C., que reinó después de la muerte del soberano. En su homenaje se erigió el Mausoleo de Halicarnaso, una de las siete maravillas del mundo. Era experta en botánica y en medicina.
ludoviciana: nombre latino de Luisiana.

### Subespecies

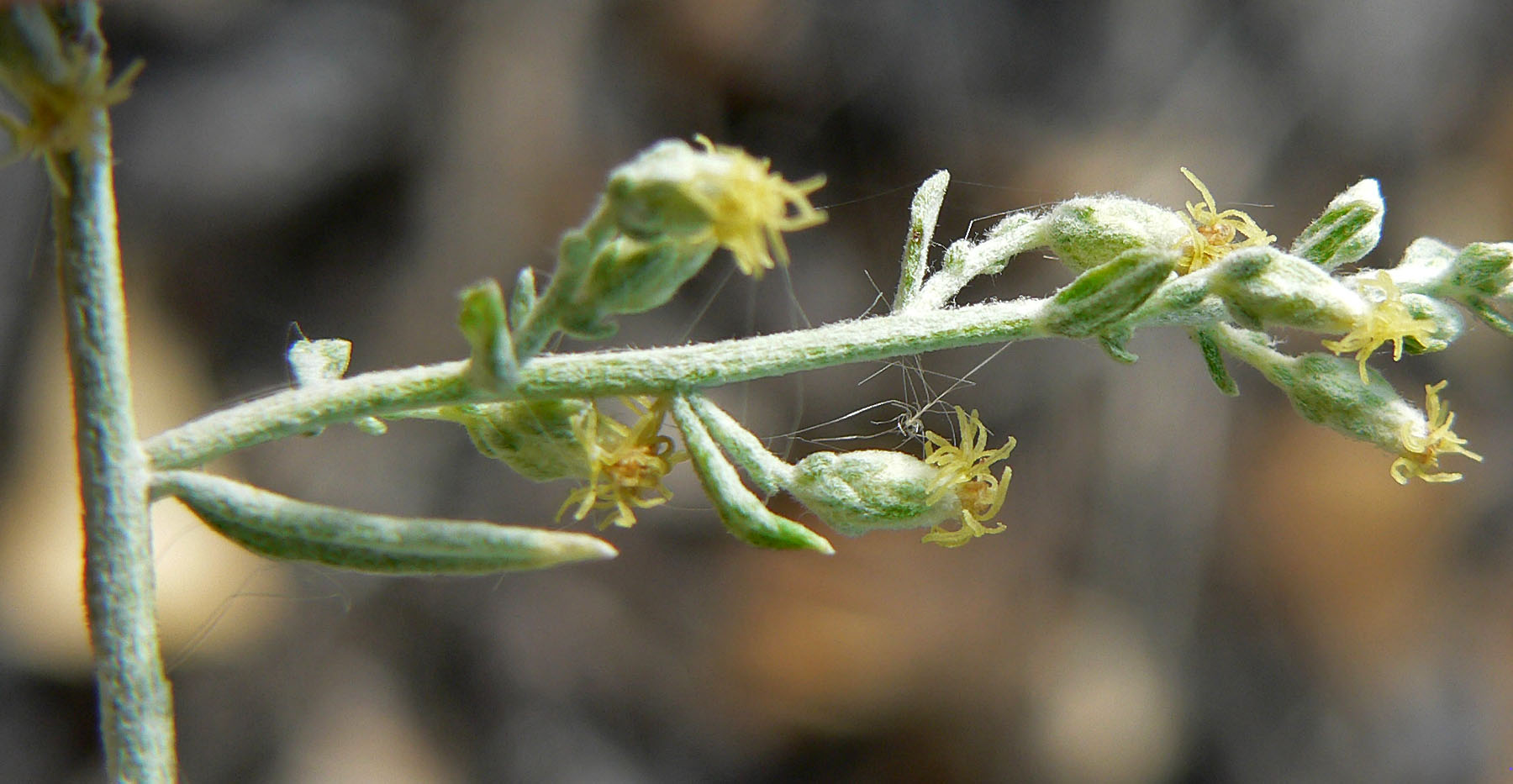
Artemisia ludoviciana subsp. albula Spring Mountains, southern Nevada, elev. ca. 1,050 m

- Artemisia ludoviciana subsp. candicans (Rydb.) D.D.Keck
- Artemisia ludoviciana subsp. incompta (Nutt.) D.D.Keck
- Artemisia ludoviciana subsp. ludoviciana Nutt.

### Sinonimia
- Artemisia albula Wooton
- Artemisia cuneifolia Scheele
- Artemisia ghiesbreghtii Rydb.
- Artemisia gnaphalodes var. diversifolia (Rydb.) A.Nelson
- Artemisia ludoviciana subsp. albula (Wooton) D.D.Keck
- Artemisia ludoviciana var. cuneata (Rydb.) Fernald
- Artemisia ludoviciana var. mexicana (Willd. ex Spreng.) Fernald
- Artemisia ludoviciana subsp. mexicana (Willd. ex Spreng.) D.D.Keck
- Artemisia ludoviciana var. mexicana (Willd. ex Spreng.) A.Gray
- Artemisia ludoviciana var. redolens (A.Gray) Shinners
- Artemisia ludoviciana subsp. redolens (A.Gray) D.D.Keck
- Artemisia ludoviciana subsp. sulcata (Rydb.) D.D.Keck
- Artemisia mexicana Willd. ex Spreng.
- Artemisia microcephala Wooton
- Artemisia muelleri Rydb.
- Artemisia neomexicana Greene ex Rydb.
- Artemisia platyphylla Rydb.
- Artemisia purshiana var. angustifolia Besser
- Artemisia purshiana var. latifolia Besser
- Artemisia redolens A.Gray
- Artemisia revoluta Rydb.
- Artemisia rhizomata var. pabularis A.Nelson ante Alson
- Artemisia sulcata Rydb.
- Artemisia vulgaris var. americana Besser
- Artemisia vulgaris subsp. gnaphalodes (Nutt.) H.M.Hall & Clem.
- Artemisia vulgaris var. gnaphalodes (Nutt.) Kuntze
- Artemisia vulgaris var. mexicana (Willd. ex Spreng.) Torr. & A.Gray
- Artemisia vulgaris subsp. mexicana (Willd. ex Spreng.) H.M.Hall & Clem.
- Artemisia vulgaris subsp. redolens (A.Gray) H.M.Hall & Clem.
- Cacalia runcinata Kunth
- Oligosporus mexicanus (Willd. ex Spreng.) Less.[5]

## Nombre común
Ajenjo, ajenjo del país, altamiza, altaniza, artemisia, azumate de Puebla, cola de zorrillo, ensencio de mata verde, epazote de castilla, estomiate, hierba maestra, hierba maistra, incienso, incienso verde, istafiate.